# Sjivatsjevo
Sjivatsjevo (Bulgaars: Шивачево Shivachevo) is een kleine stad in Bulgarije. Het is gelegen in de gemeente Tvarditsa in de oblast  Sliven. De stad telde op 31 december 2018 zo’n 3.621 inwoners. 

## Ligging
De stad ligt 30 km ten westen van Sliven en 25 km ten noorden van Nova Zagora. Het ligt op 12 km afstand van het administratieve centrum Tvarditsa. De hoofdstad Sofia ligt 260 km ten westen van Sjivatsjevo, terwijl de kustplaats  Boergas 140 km is verwijderd. 

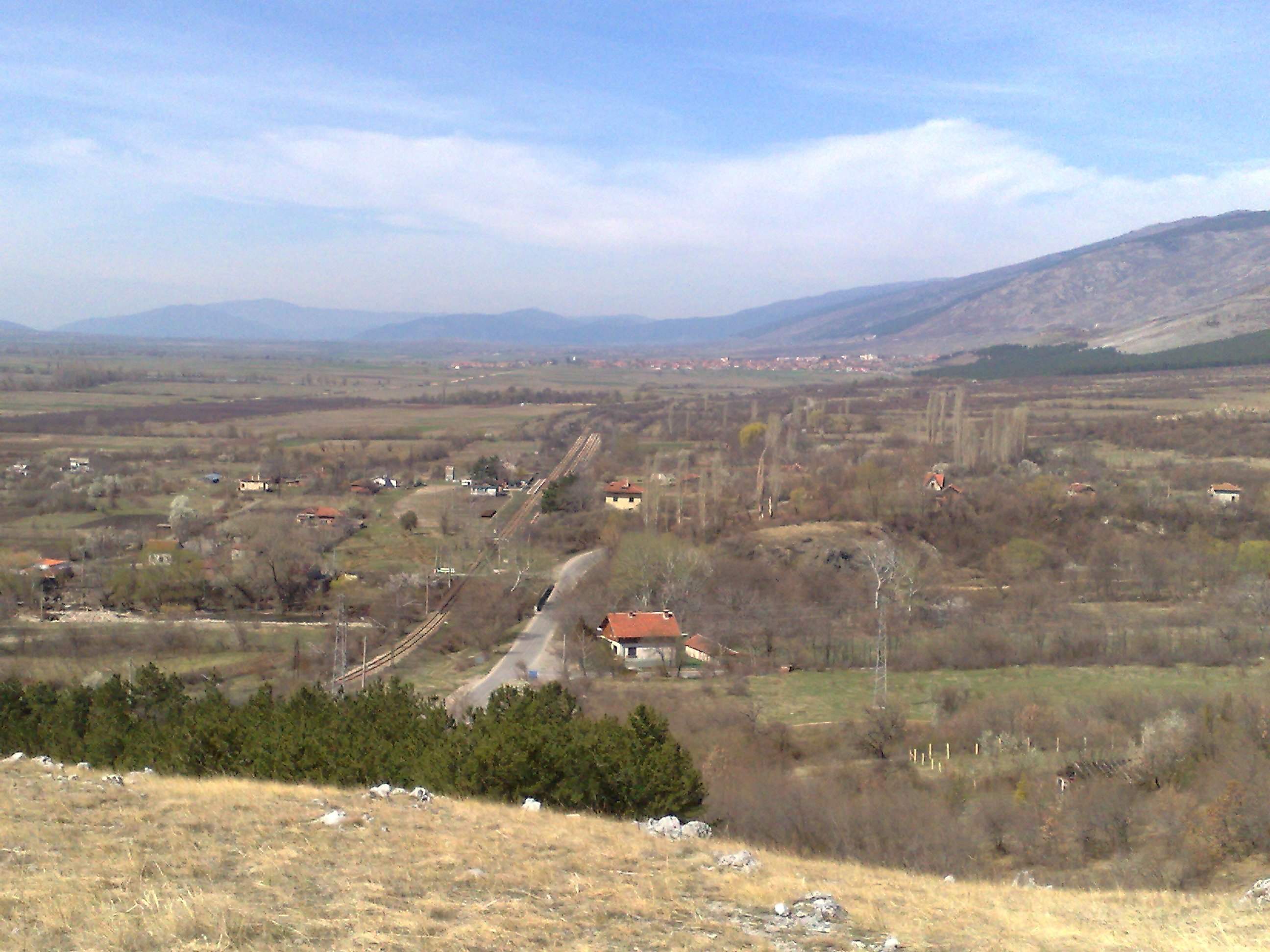
De wijk 'Gara Tsjoemerna'

## Geschiedenis
Tijdens opgravingen werden amforen en soldatenhelmen van de oude Romeinen gevonden. Het fort van Kaleto ligt in de buurt van de stad.
De naam van deze stad was tot 1906 Terzobas, tussen 1906 en 1934 heette het Oost-Sjivatsjevo en tussen 1934 en 1976 Sjivatsjevo. Sinds 1976 heeft het de huidige naam.
Sinds 7 september 1984 heeft Shivachevo een stadsstatus, daarvoor was het officieel nog een dorp.

## Bevolking
Op 31 december 2018 telde de stad Sjivatsjevo 3.621 inwoners, een lichte daling vergeleken met het hoogtepunt van 4.181 inwoners in 1992. Op 31 december 1934 woonden er 2.809 mensen in het (toenmalige) dorp.
|  |

### Bevolkingssamenstelling
Er leven twee bevolkingsgroepen in de stad: etnische Bulgaren vormen de meerderheid met ongeveer 69,2%, terwijl de Roma een significante minderheid vormen (~29,5%). Bijna alle inwoners zijn christelijk.
| Etnische samenstelling van de respondenten (2011) | Etnische samenstelling van de respondenten (2011) | Etnische samenstelling van de respondenten (2011) | Etnische samenstelling van de respondenten (2011) | Etnische samenstelling van de respondenten (2011) |
| ------------------------------------------------- | ------------------------------------------------- | ------------------------------------------------- | ------------------------------------------------- | ------------------------------------------------- |
|                                                   |                                                   |                                                   |                                                   |                                                   |
| Bulgaren                                          | Bulgaren                                          |                                                   | 69,2%                                             | 69,2%                                             |
| Turken                                            | Turken                                            |                                                   | 0,8%                                              | 0,8%                                              |
| Roma                                              | Roma                                              |                                                   | 29,5%                                             | 29,5%                                             |
| Anders/Onbekend                                   | Anders/Onbekend                                   |                                                   | 0,5%                                              | 0,5%                                              |

## Economie
Het plattelandsgebied rondom de stad staat bekend als het hart van de Bulgaarse wijnbouw. Een wijnmakerij die opereert vanuit de stad Sliven, Vini Sliven, bezit ruim 220 hectare aan wijnstokken in Sjivatsjevo en produceert een gerenommeerde Cabernet Sauvignon, namelijk de zogenoemde "Chateau Sjivatsjevo". Verder worden er ook perziken, kersen, pruimen en vijgen verbouwd in de regio.